# Église pentecôtiste internationale de sainteté
L'Église pentecôtiste internationale de sainteté (anglais : International Pentecostal Holiness Church) est une association internationale chrétienne évangélique d'églises pentecôtistes. Son siège est basé à  Bethany, aux États-Unis. Son dirigeant est A. Doug Beacham, Jr., depuis 2012.

## Histoire
L'Église a ses origines dans la Fire-Baptized Holiness Church, fondée en 1895 à Olmitz, Iowa, par Benjamin H. Irwin et la Pentecostal Holiness Church, fondée en 1898 à  Goldsboro, par Abner Blackmon Crumpler. En 1908, les deux associations adoptent les croyances pentecôtistes . Celles-ci fusionnent pour former la Pentecostal Holiness Church en 1911, avec S.D. Page pour premier dirigeant. En 1975, l'Église adopte le nom d'International Pentecostal Holiness Church. En 2012, A. Doug Beacham, Jr. devient dirigeant de l'Église . En 2016, l’association comptait 10 463 églises et plus de 3 millions de membres dans le monde. Selon un recensement de l’association d’églises en 2022, elle compterait 2 millions de membres dans 103 pays.

## Croyances
L’association d’églises a une confession de foi pentecôtiste .

## Écoles
L’association compte 4 universités affiliées .